# هاينز كوبسش
هاينز كوبسش (بالألمانية: Heinz Kubsch)‏ (مواليد 20 يوليو 1930) هو لاعب كرة قدم. يلعب مع منتخب ألمانيا الغربية لكرة القدم. سبق له أن لعب في كأس العالم لكرة القدم مع منتخب بلاده.

## مسيرته الكروية
لعب هاينز كوبسش خلال مسيرته الاحترافية مع ناديين في ثلاثة عشر موسمًا ولم يسجل خلالها أي هدف ضمن 344 مباراة. ولم يفز بأي موسم بالكأس أو بالدوري.
خاض هاينز كوبسش مسيرته مع Sportfreunde Katernberg ‏ في موسم 1947–48 ليلعب معه خمسة مواسم، مشاركًا في 122 مباراة ولم يسجل أي هدف. ثم انتقل إلى نادي بيرمازنز في موسم 1953–54 ليلعب معه ثمانية مواسم، حيث شارك في 222 مباراة ولم يسجل أي هدف أيضًا.

## روابط خارجية
- هاينز كوبسش على موقع الاتحاد الدولي (مؤرشف)  (الإنجليزية)
- هاينز كوبسش على موقع قاعدة بيانات كرة القدم.إي يو (الإنجليزية)
- هاينز كوبسش على موقع بيانات كرة القدم. دي إي (الألمانية)
- هاينز كوبسش على موقع ناشيونال فوتبول تيمز (الإنجليزية)
- هاينز كوبسش على موقع عالم كرة القدم.نت (الإنجليزية)